# Intercity 225

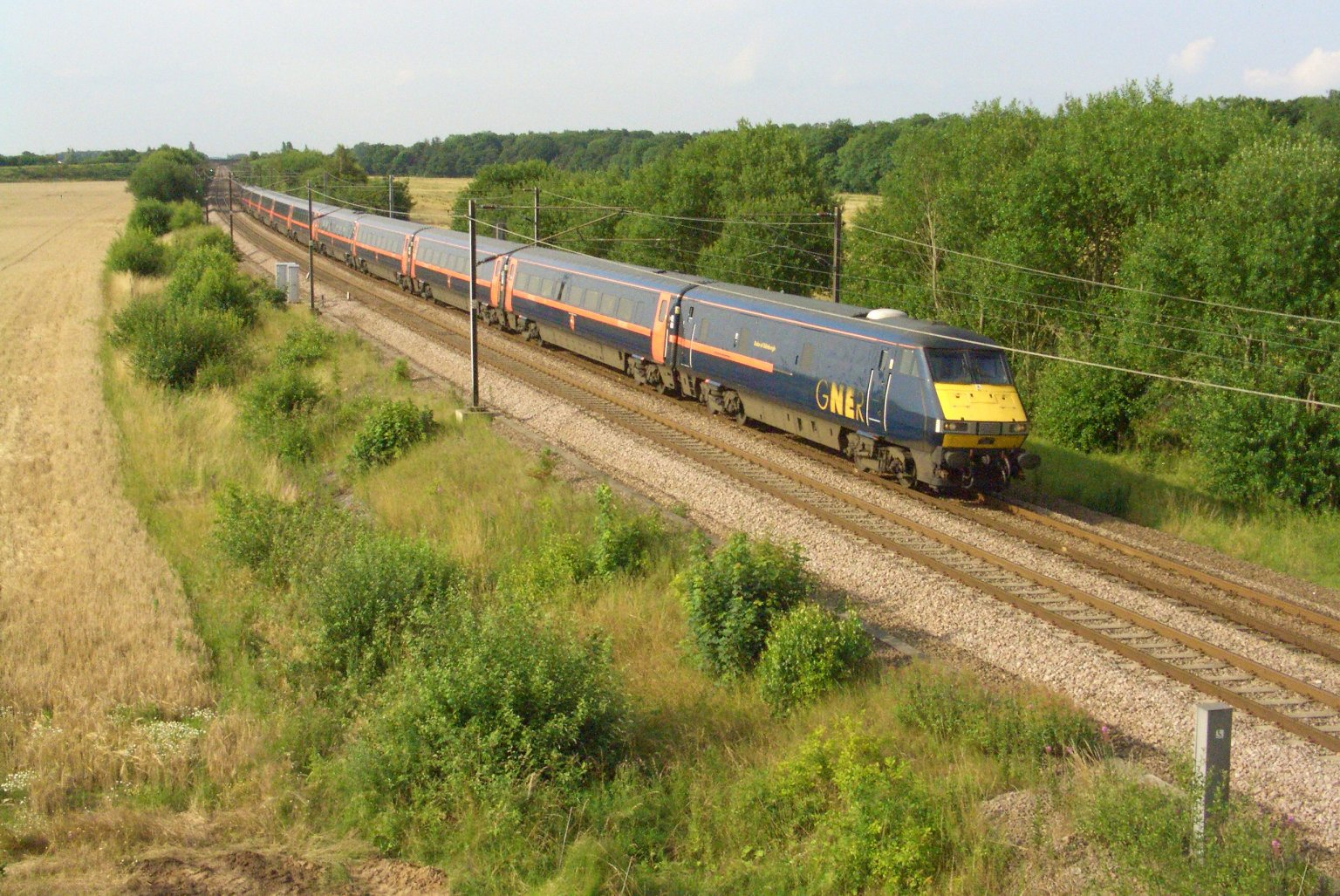
Ein IC225 mit Driving Van Trailer voraus

Als Intercity 225 werden mit einer Ellok der Klasse 91 bespannte britische Wendezüge bezeichnet. Die Elektrolokomotive wird mit neun Mark4-Wagen (2 Wagen 1. Klasse, einem Buffetwagen, 6 Wagen 2. Klasse) und einem Driving Van Trailer gekuppelt. Die Driving Van Trailer sind speziell entwickelte Steuerwagen mit Gepäckaufbewahrung.
Der InterCity 225 wurde für den Einsatz auf der East Coast Main Line entwickelt, die von 1984 bis 1991 elektrifiziert wurde. Die Züge wurden ab 1989 dort eingesetzt. Über das Intercity Express Programme wurden Zweikraft- und Elektrotriebzüge der Klassen 800 und 801 beschafft, die die IC225 schrittweise ersetzten.

## Geschichte
Für den Einstieg in den Hochgeschwindigkeitsverkehr plante British Rail den Einsatz von APT-Neigetechnikzügen auf der elektrifizierten West Coast Main Line (WCML) und von InterCity-125-Dieselzügen auf den übrigen nicht elektrifizierten Strecken. Nachdem die Entwicklung des APT 1984 eingestellt wurde, benötigte British Rail einen neuen Hochgeschwindigkeitszug für elektrifizierte Strecken. In Weiterentwicklung der IC125 mit Triebköpfen und Mark3-Mittelwagen sollten die Intercity 225 aus einem elektrischen Triebkopf, einem Steuerwagen und verbesserten Reisezugwagen (Mark4) bestehen. In einem zweiten Schritt wurden statt Triebköpfen Lokomotiven mit einem stromlinienförmigen Ende für 225 km/h und einem kastenförmigen Ende für 177 km/h Höchstgeschwindigkeit vorgesehen, sodass sie in der Nacht Güterzüge befördern können. Nachdem 1984 die vollständige Elektrifizierung der East Coast Main Line beschlossen wurde, waren die IC225 dann vor allem für den Einsatz auf dieser Strecke vorgesehen. Für die WCML wurde stattdessen die Entwicklung des InterCity 250 angestoßen, der jedoch nicht gebaut wurde.
Im Februar 1986 wurden 10 Züge bei GEC und BREL bestellt und zwei Jahre später die erste Lokomotive der Klasse 91 vorgestellt. Bis 1991 wurden insgesamt 31 Wendezüge geliefert. Die Elektrolokomotiven wurden von 2000 bis 2003 modernisiert und erhielten dabei um 100 höhere Nummern.
Am 17. September 1989 stellte ein Intercity 225 bei einer Testfahrt zwischen Grantham and Peterborough einen neuen nationalen Geschwindigkeitsrekord mit 162 mph (260 km/h) auf.